# ان‌جی‌سی ۶۰۶
ان‌جی‌سی ۶۰۶ (انگلیسی: NGC 606) یک کهکشان مارپیچی میله‌ای است که در صورت فلکی ماهی قرار دارد و در فاصله حدود ۴۷۰ میلیون سال نوری از کهکشان راه شیری قرار دارد و توسط ستاره شناس فرانسوی ادوارد استفان در سال ۱۸۸۱ میلادی کشف شد.